# الذين ينامون بعيون مفتوحة
الذين ينامون بعيون مفتوحة (بالفرنسية: Pour ceux qui dorment les yeux ouverts)‏ وهي أسطوانة مطولة لمغني الراب الكنغولي غيمس، التي صدرت في 7 ديسمبر 2006. وهو أيضًا أول مشروع فردي لغيمس من إنتاج واتي بي. كما شارك مع فرقة سكسيون داسوت في بعض الأغاني. تحتوي الإسطوانة عي سبع أغان.

## التاريخ
بالتوازي مع مسيرته مع سكسيون داسوت، قام غيمس بتجربة موهبته في التأليف الموسيقي. في نهاية عام 2006، أطلق أول مشروع منفرد له بعنوان الذين ينامون بعيون مفتوحة تم إنتاجها على أساس أسطوانة مطولة. بعد إنتاج عدد قليل جدًا من النسخ، يهدف القرص إلى جعل غيمس معروفًا لعامة الناس. يحتوي السجل على أغان مع سكسيون داسوت.

## الأغاني

### قائمة الأغاني
| #  | عنوان                   | المدة |
| -- | ----------------------- | ----- |
| 1. | "يا للقرف!"             | 4:18  |
| 2. | "الخلفية"               | 4:41  |
| 3. | "أنام وعيني مفتوحة"     | 3:48  |
| 4. | "أنواع الأنواع البشرية" | 3:38  |
| 5. | "تسونامي الدائم"        | 3:47  |
| 6. | "عصر قذر"               | 4:13  |
| 7. | "أوقفني"                | 3:50  |

## التصنيف والشهادات

### التصنيف
| العنوان                                                    | تفاصيل                                                                                | مواقع بلوغ الذروة | مواقع بلوغ الذروة | مواقع بلوغ الذروة | مواقع بلوغ الذروة | مواقع بلوغ الذروة | مواقع بلوغ الذروة | مواقع بلوغ الذروة | مواقع بلوغ الذروة | مواقع بلوغ الذروة |
| العنوان                                                    | تفاصيل                                                                                | [ 8 ]             | [ 9 ]             | [ 10 ]            | [ 11 ]            | [ 12 ]            | [ 13 ]            | [ 14 ]            | [ 15 ]            | [ 16 ]            |
| ---------------------------------------------------------- | ------------------------------------------------------------------------------------- | ----------------- | ----------------- | ----------------- | ----------------- | ----------------- | ----------------- | ----------------- | ----------------- | ----------------- |
| الذين ينامون بعيون مفتوحة                                  | - تاريخ الإصدار: 7 ديسمبر 2006 - شركة الإنتاج: واتي بي، - الشكل: سي دي، تحميل موسيقي. | —                 | —                 | —                 | —                 | —                 | —                 | —                 | —                 | —                 |
| « — » يشير إلى أن العنوان لم يتم نشره أو تصنيفه في الدولة. |                                                                                       |                   |                   |                   |                   |                   |                   |                   |                   |                   |

### الشهادات
| الدولة | الشهادات | المبيعات |
| ------ | -------- | -------- |
| فرنسا  |          |          |
| بلجيكا |          |          |

## الإصدار
| الدولة | التاريخ       | الهيئة              | الناشر  |
| ------ | ------------- | ------------------- | ------- |
| فرنسا  | 7 ديسمبر 2006 | سي دي، تحميل موسيقي | واتي بي |